# حزب اسلامی خالص

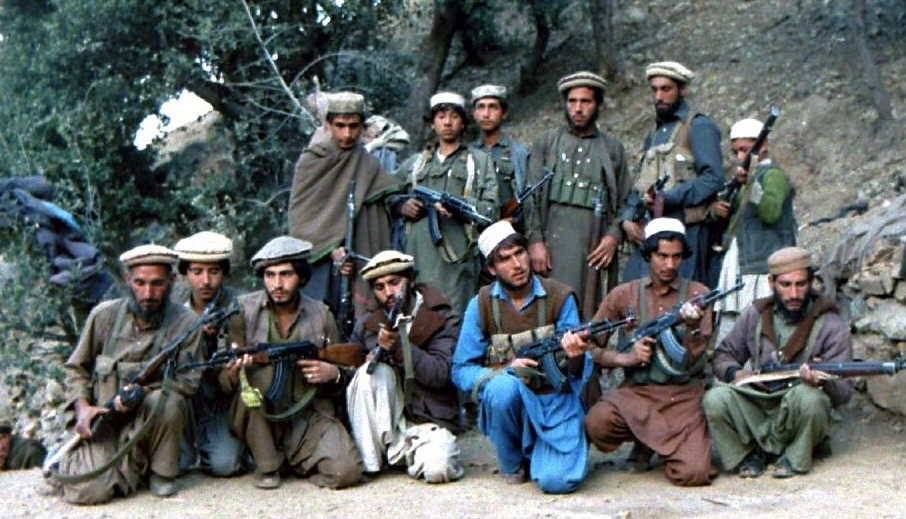
مجاهدین حزب اسلامی خالص، پاییز ۱۳۶۶

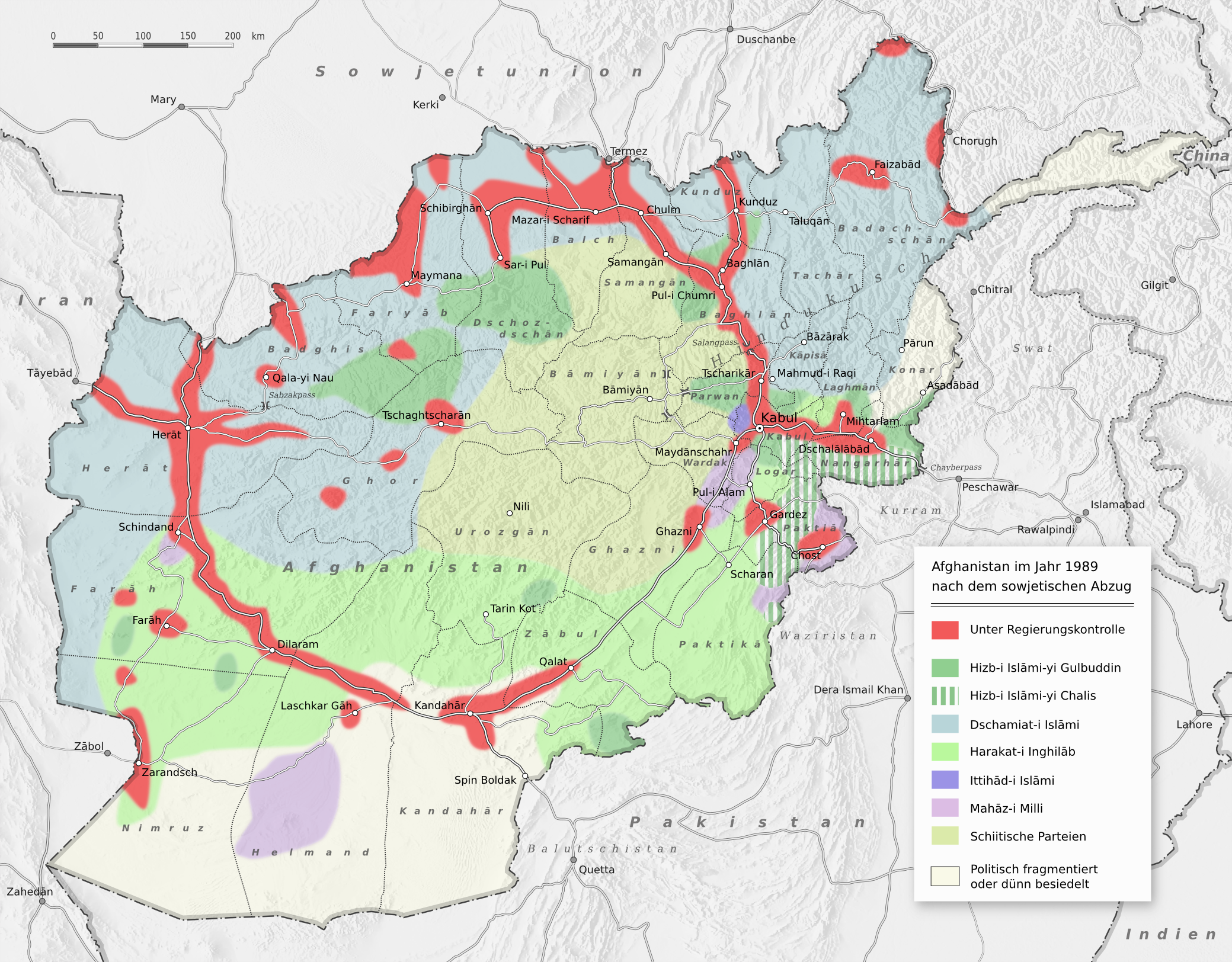
افغانستان در سال ۱۳۶۸. هاشور سبز و سفید: در کنترل خالص

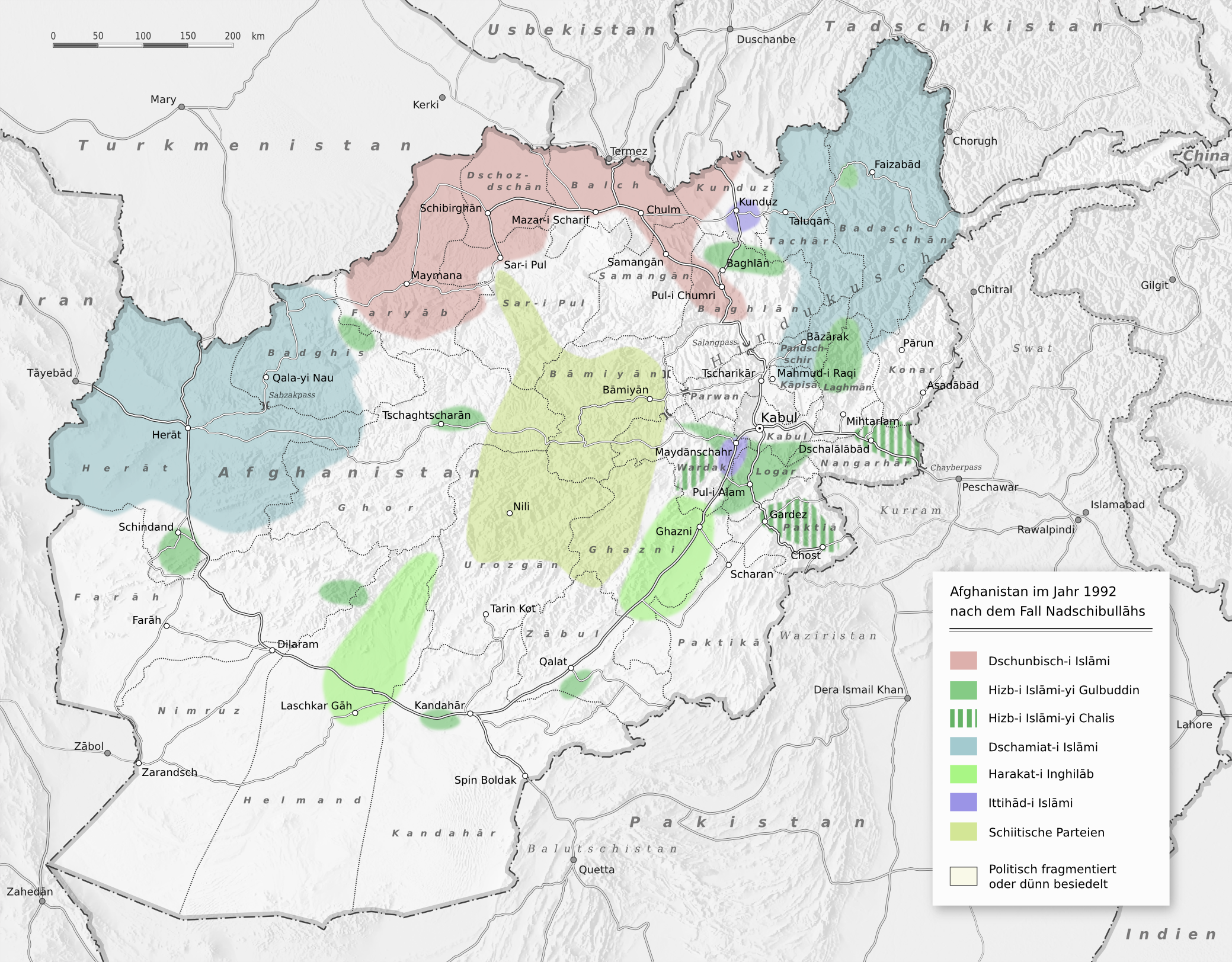
افغانستان در سال ۱۳۷۱. هاشور سبز و سفید: در کنترل خالص

حزب اسلامی خالص یک سازمان سیاسی - نظامی در افغانستان است که در ماه جدی (دی) سال ۱۳۵۸ با انشعاب یونس خالص از حزب اسلامی افغانستان تأسیس شد. حزب اسلامی افغانستان در ۱۹۷۷ به رهبری گلبدین حکمتیار تأسیس شده بود و پس از این انشعاب برای تمایز از حزب خالص با نام حزب اسلامی گلبدین حکمتیار شناخته می‌شد.
حزب اسلامی خالص یکی از گروه‌های مجاهدین افغان بود که در دهه ۱۹۸۰ در جریان جنگ شوروی در افغانستان با نیروهای شوروی و حکومت متحد آنها در کابل یعنی جمهوری دمکراتیک افغانستان می‌جنگید. بود و کمک‌های زیادی را از طریق پاکستان از آمریکا و عربستان و دیگر کشورهای مخالف شوروی دریافت می‌کرد. این سازمان که بیشتر شامل پشتون‌های افغانستان می‌شد یکی از هفت حزب مجاهدین بود که در سال ۱۹۸۵ در شهر پیشاور با یکدیگر ائتلاف کرده و مهم‌ترین اپوزیسیون دولت افغانستان را ایجاد کردند. پایگاه اصلی این حزب در ولایت‌های شرقی پشتون‌نشین ننگرهار و پکتیا بود.
جلال‌الدین حقانی، حضرت علی، امین وردک و عبدالحق از معروفترین فرماندهان این حزب در جریان جنگ با شوروی بودند. جلال‌الدین حقانی بعدها شبکه حقانی را پایه گذاشت و پس از اشغال افغانستان توسط ائتلاف بین‌المللی وارد جنگ با نیروهای خارجی مستقر در افغانستان شد.
با پیروزی مجاهدین و سقوط حکومت کمونیستی افغانستان در بهار سال ۱۳۷۱، حزب یونس خالص نیز در قدرت شریک شده اما اما کمی بعد جنگ داخلی افغانستان پس از به توافق نرسیدن گروه‌های افغانی در مورد تقسیم قدرت آغاز شد و اتحاد این حزب با دولت اسلامی افغانستان به پایان رسید. در زمان قیام طالبان یونس خالص و حزب تحت رهبری او از آنها حمایت کرده و به طالبان پیوستند. وی پس از سقوط حکومت طالبان نیز علیه نیروهای آمریکایی در افغانستان اعلام جهاد کرده و در مخفیگاه زندگی می‌کرد. وی در ۲۹ تیرماه ۱۳۸۵ درگذشت.
پس از مرگ یونس خالص در سال ۲۰۰۶ رقابتی بین پسرش انور الحق مجاهد که از مقامات طالبان بود و عزیزالله دین محمد والی کابل در دولت کرزی برای رهبری این حزب درگرفت و به نظر می‌رسد که دین محمد در جذب بیشتر اعضای حزب به سوی خود موفق بوده است. عزیزالله دین محمد از طرف این حزب در انتخابات ریاست‌جمهوری ۱۳۹۳ افغانستان به حمایت از اشرف غنی احمدزی پرداخت.